# Aach ed Djâjé
Aach ed Djâjé este un munte din sud-vestul Libanului. Are o elevație de 1.304 metri (4.278 ft).